# Dalila Meftahi
Dalila Meftahi (arabe : دليلة مفتاحي) est une actrice tunisienne, connue pour avoir joué le rôle d'Afifa dans la série télévisée Pour les beaux yeux de Catherine.
Elle est également metteur en scène et comédienne dans la troupe Masrah Ennas de Tunis.
En 2013, elle reçoit le prix de la meilleure actrice pour son rôle dans Layem aux Romdhane Awards, attribué par Mosaïque FM.

## Filmographie

### Cinéma

#### Longs métrages
- 1997 : Redeyef 54 d'Ali Labidi
- 1997 : Vivre au paradis de Bourlem Guerdjou
- 2002 : Khorma de Jilani Saadi
- 2008 : Le Chant des mariées de Karin Albou
- 2010 : Fin décembre (ar) de Moez Kamoun (ar)
- 2010 : Les Palmiers blessés d'Abdellatif Ben Ammar
- 2011 : Or noir de Jean-Jacques Annaud
- 2021 : L'Albatros de Fredj Trabelsi

#### Courts métrages
- 2000 : En face[2] de Mehdi Ben Attia et Zina Modiano
- 2010 : Tabou de Meriem Riveill
- 2011 : Le Fond du puits de Moez Ben Hassen

### Télévision

#### Séries
- 1992 :
  - El Douar (ar) d'Abdelkader Jerbi : Monia
  - Liyam Kif Errih de Slaheddine Essid : Latifa
- 1993 : El Assifa d'Abdelkader Jerbi
- 1995 : El Hassad d'Abdelkader Jerbi
- 1997 : El Khottab Al Bab (invité d'honneur de l'épisode 7 de la saison 2) de Slaheddine Essid, Ali Louati et Moncef Baldi : Fadhila
- 1999 : Anbar Ellil de Habib Mselmani : Hallouma
- 2000 :
  - Ya Zahra Fi Khayali d'Abdelkader Jerbi
  - Mnamet Aroussia de Slaheddine Essid : Radhia
- 2001 : Ryhana de Hamadi Arafa
- 2003 : Ikhwa wa Zaman de Hamadi Arafa
- 2004 :
  - Jari Ya Hammouda d'Abdeljabar Bhouri
  - Hssabet w Aqabet de Habib Mselmani
- 2005 : Mal Wa Amal d'Abdelkader Jerbi
- 2006 :
  - Le Kiosque de Belgacem Briki et Moncef El Kateb : Zina
  - Hayet Wa Amani de Mohamed Ghodhbane
  - Nwassi w Ateb d'Abdelkader Jerbi
- 2007 : Kamanjet Sallema de Hamadi Arafa : Donia
- 2008 :
  - Bin Ethneya de Habib Mselmani
  - Sayd Errim d'Ali Mansour : Mongia
- 2009 : Maktoub (saison 2) de Sami Fehri : mère d'Ibtissem
- 2010 :
  - Garage Lekrik de Ridha Béhi
  - Donia de Naïm Ben Rhouma

- 2011-2013 : Njoum Ellil (saisons 3-4) de Mehdi Nasra
- 2012 : Pour les beaux yeux de Catherine de Hamadi Arafa : Afifa
- 2013 : Layem de Khaled Barsaoui : Latifa
- 2014-2015 : Naouret El Hawa de Madih Belaïd : Mongia
- 2015 : Dar Elozzab de Lassaad Oueslati
- 2016 :
  - Warda w Kteb d'Ahmed Rjeb : Fatma, mère de Mohamed Ali
  - Dima Ashab d'Abdelkader Jerbi : Souad
- 2016-2017 : Flashback de Mourad Ben Cheikh
- 2017 :
  - Dawama de Naïm Ben Rhouma, Mohamed Ali Mihoub et Abdelmonem Hwass : Halima
  - Awled Moufida (saison 3) de Sami Fehri
- 2018 : Ali Chouerreb de Madih Belaïd et Rabii Tekali : Fatma
- 2019 : Machair de Muhammet Gök
- 2020 :
  - Galb El Dhib (ar) de Bassem Hamraoui : Akri
  - Des Juges de notre histoire d'Anouar Ayachi : la mère du prince de l'ère du juge Ibn Abi Mehrez
- 2021 :
  - Millionnaire de Muhammet Gök : Karima
  - Ibn Khaldoun de Sami Faour : la mère de Assia
- 2023 : Djebel Lahmar de Rabii Tekali (invitée d'honneur des épisodes 1, 9, 11, 17 et 19-20) : Rebh

#### Téléfilms
- 1987 : Un bambino di nome Gesù de Franco Rossi
- 1993 : Des héros ordinaires (épisode Contrôle d'identité) de Peter Kassovitz
- 2005 : Le Voyage de Louisa de Patrick Volson

#### Émissions
- 2013 : Taxi (épisode 1) sur Ettounsiya TV

### Vidéos
- 2015 : spot promotionnel pour l'association Tunespoir, réalisé par Madih Belaïd[3]

## Théâtre
- 2003 : Ennar Tkhallef Erremad, mise en scène de Dalila Meftahi
- 2005 : Antria courage, mise en scène de Dalila Meftahi
- 2004 : Dar Hajer, mise en scène de Dalila Meftahi
- 2007 : Harr adhalam[4], texte de Samir Ayadi et mise en scène de Mounira Zakraoui
- 2010 : Attamarine, mise en scène de Dalila Meftahi

## Décorations
- Officier de l'ordre de la République (Tunisie, 13 août 2020)[5]